# Zalug, Srbija
Zalug (izvirno srbsko Залуг) je naselje v Srbiji, ki upravno spada pod Občino Prijepolje; slednja pa je del Zlatiborskega upravnega okraja.

## Demografija
V naselju živi 788 polnoletnih prebivalcev, pri čemer je njihova povprečna starost 36,2 let (34,9 pri moških in 37,4 pri ženskah). Naselje ima 327 gospodinjstev, pri čemer je povprečno število članov na gospodinjstvo 3,20.
Prebivalstvo je večinoma nehomogeno, a v času zadnjih treh popisov je opazno zmanjšanje števila prebivalcev.
|  |

| Demografija | Demografija     | Demografija     |
| Leto        | Št. prebivalcev | Št. prebivalcev |
| ----------- | --------------- | --------------- |
|             |                 |                 |
|             |                 |                 |
|             |                 |                 |
|             |                 |                 |
| 1948        | 147             |                 |
| 1953        | 190             |                 |
| 1961        | 291             |                 |
| 1971        | 459             |                 |
| 1981        | 671             |                 |
| 1991        | 1152            | 1136            |
| 2002        | 1169            | 1047            |
|             |                 |                 |

| Etnična sestava po popisu iz leta 2002 | Etnična sestava po popisu iz leta 2002 | Etnična sestava po popisu iz leta 2002 | Etnična sestava po popisu iz leta 2002 | Etnična sestava po popisu iz leta 2002 |
| -------------------------------------- | -------------------------------------- | -------------------------------------- | -------------------------------------- | -------------------------------------- |
| Srbi                                   | Srbi                                   |                                        | 487                                    | 46,51%                                 |
| Bošnjaki                               | Bošnjaki                               |                                        | 464                                    | 44,31%                                 |
| Muslimani                              | Muslimani                              |                                        | 76                                     | 7,25%                                  |
| Jugoslovani                            | Jugoslovani                            |                                        | 10                                     | 0,95%                                  |
| Hrvati                                 | Hrvati                                 |                                        | 3                                      | 0,28%                                  |
| Črnogorci                              | Črnogorci                              |                                        | 1                                      | 0,09%                                  |
| Rusi                                   | Rusi                                   |                                        | 1                                      | 0,09%                                  |
| Makedonci                              | Makedonci                              |                                        | 1                                      | 0,09%                                  |
| Neznano                                | Neznano                                |                                        | 4                                      | 0,38%                                  |